# Acanthomysis fluviatilis
Acanthomysis fluviatilis är en kräftdjursart som först beskrevs av Babueva 1988.  Acanthomysis fluviatilis ingår i släktet Acanthomysis och familjen Mysidae. Inga underarter finns listade i Catalogue of Life.